# Мыс (Ирбитское муниципальное образование)
Мыс — упразднённая в октябре 2015 года деревня в Свердловской области России. Входила в состав Киргинского сельсовета Ирбитское муниципальное образование.

## Географическое положение
Распологалась на территории муниципального образования «Ирбитское муниципальное образование» в 10 километрах (по автотрассе в 14 километрах) к востоку-юго-востоку от города Ирбит, на правом берегу протоки Старица реки Ница.

## История
Деревня была упразднена областным законом № 109-ОЗ от 12 октября 2015 года.

## Население
| 2002 | 2010 |
| ---- | ---- |
| 0    | →0   |